# Дизурия
Дизурия (др.-греч. δυσουρία, от δυσ- — приставка, означающая затруднение, нарушение, и οὖρον — моча) — нарушение мочеиспускания, обычно вследствие затруднения выведения мочи из мочевого пузыря при сдавливании мочеиспускательного канала гематомой, опухолью, увеличенной предстательной железой (гиперплазией), при закупорке камнем и др., а также в результате функциональных расстройств при заболеваниях нервной системы (спазм и др.). Иногда к дизурии относят болезненные и учащённые мочеиспускания.